# BCR Asigurări de Viață
BCR Asigurări de Viață este o companie care oferă produse de asigurări de viață destinate populației și firmelor.
A fost înființată în 2005, de către Banca Comercială Română (BCR), împreună cu alte patru entități afiliate.
În septembrie 2007, BCR Asigurări de Viață avea 92 de angajați și 800 consilieri de asigurare care activau în 43 de agenții.
În martie 2008, asiguratorul austriac Vienna Insurance Group a preluat pachetul majoritar de acțiuni al BCR Asigurări de Viață.
În anul 2007, BCR Asigurări de Viață a fost autorizată ca administrator de fonduri de pensii facultative (pilonul III), lansând fondul BCR – Prudent.
Fondul are un grad de risc scăzut și se adresează persoanelor care preferă un plasament prudențial.
La sfârșitul anului 2009, BCR Asigurări de Viață și-a vândut fondul de pensii facultative (pilonul III) BCR Prudent către BCR Pensii, ieșind de pe piața pensiilor private.